# Horst Grund

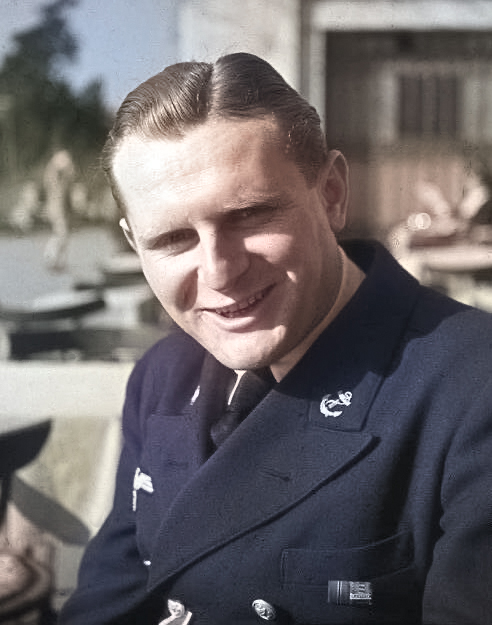
Horst Grund, in Rom, als Sonderführer der Kriegsmarine (beachte entsprechenden „unklarem“ Kragenanker). Erkennbar ist die Ordensschnalle der ab Mitte 1942 verliehenen sog. Ostmedaille. Das Foto entstand also danach, doch vor Ernennung zum Lt. z. S. (1. November 1942)

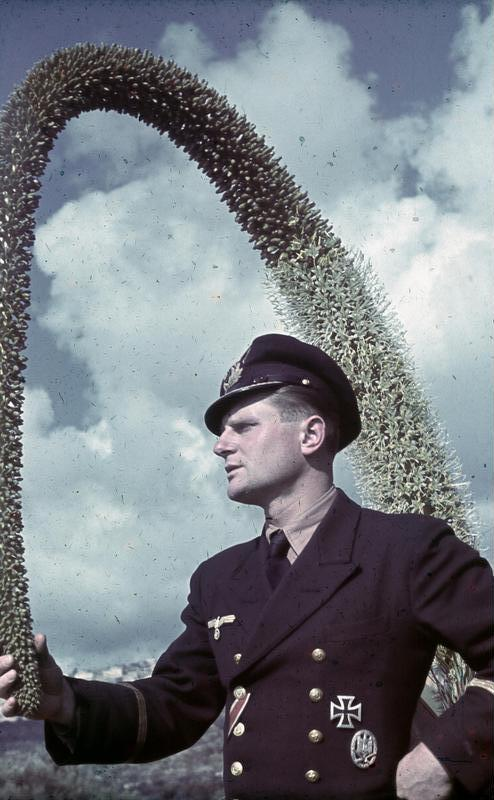
Horst Grund als Leutnant zur See und Marinefilmberichter in Agrigent, 1943

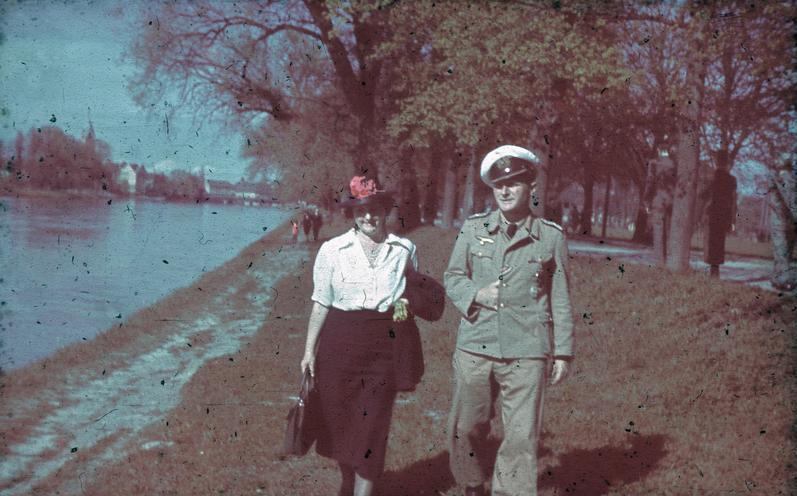
Lt. z. S. Horst Grund mit seiner Mutter, 1943

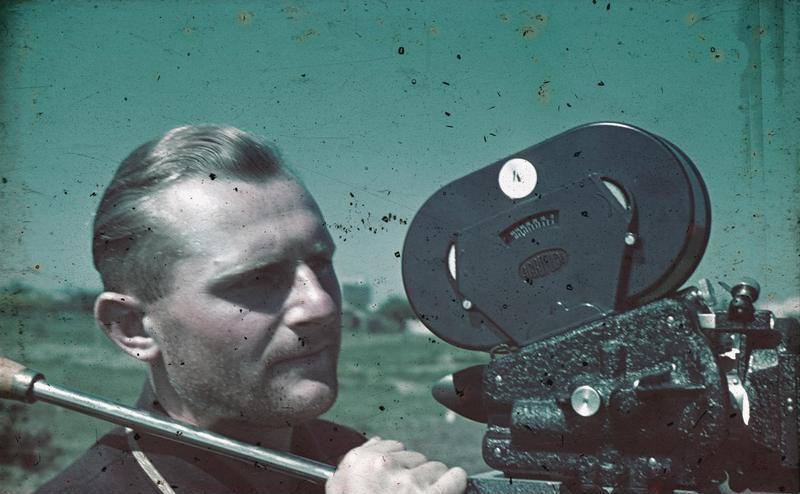
Maat Horst Grund mit Arriflex-Kamera, in Konstanza, 1941. Beachte Unteroffiziers-Kragentresse an Marine-Jacke

Horst Grund (* 29. Juli 1915 in Berlin-Wilmersdorf; † 8. Mai 2001 in Düsseldorf) war ein deutscher Kameramann und Fotograf.

## Leben

### Ausbildung und erste Tätigkeit
Horst Grund war Sohn des Registrators und Bürovorstehers Gustav Paul Otto Grund und seiner Ehefrau Marie Elisabeth Grund, geb. Thau. 1921 eingeschult nahm er von 1930 bis 1931 an einer militärisch-einjährigen Ausbildung an der Treitschkeschule, einem Reform-Realgymnasium in Berlin-Wilmersdorf teil, bevor er bei der Firma Tobis und an der Schule Reimann eine dreijährige technische Ausbildung als Mechaniker in der Werkstatt und als Klappenmann im Atelier begann. Dazu gehörte der Besuch des Filmseminars der Reimannschule und ein Volontariat im Bildprüfraum Johannisthal.
Nach der Beendigung seiner Ausbildung 1934 blieb Horst Grund bei Tobis und arbeitete als Kameraassistent bei Spielfilmen, bis er am 1. April 1936 zum Reichsarbeitsdienst eingezogen wurde. Im August 1936 wurde er als Helfer bei den Olympischen Spielen in Berlin eingesetzt.

### Militärdienst und Kriegsteilnahme
1937 zog ihn das Heer zur Ableistung seines Wehrdienstes ein. Horst Grund diente in der Artillerie, zuletzt bei der (leichten) Beobachtungs-Abteilung 8, in Görlitz. Als Funker im Dienstgrad Gefreiter einer Schall-Batterie nahm er am Polen- und am Westfeldzug teil, die für ihn mit dem Gewinn des  EK II, 1940, endeten.
Zur Kriegsmarine gewechselt, absolvierte Grund ab dem 1. Januar 1941 bei der Propagandakompanie in Potsdam eine Kurzausbildung zum Filmberichter. Seine diesbezügliche „Feuertaufe“ erhielt Grund am 22. April 1941, bei der Erstürmung des Eisernen Tores, während des Balkanfeldzugs. Als Maat und Filmberichter begleitete er diverse Unternehmungen für die Deutsche Wochenschau. Im Zuge des Russlandfeldzugs lag Horst Grund seit Ende 1941 als Führer eines Propagandatrupps auf der Krim, wo er über den neun Monate währenden Kampf um Sewastopol berichtete. Sein über den harten Kriegswinter andauernder Einsatz brachte ihm Mitte 1942 die Verleihung der Ostmedaille („Gefrierfleischorden“). Anfang Juli 1942 begleitete er eine Infanterie-Einheit bei der mehrtägigen Erstürmung dieser strategisch wichtigen Hafenstadt, wofür man ihm das Infanterie-Sturmabzeichen verlieh. Am 14. November des Jahres erhielt Grund das EK I. Schon vorher, am 1. November 1942, war die Ernennung zum regulären Offizier (Leutnant zur See) erfolgt, nachdem er bereits als Sonderführer (mit Offiziersrang?) Verwendung gefunden hatte. Von 1942 bis 1943 begleitete Grund den Afrikafeldzug. Beim Übersetzen von Afrika nach Italien wurde er am 9. April 1943 schwer verwundet und anschließend in einem deutschen Lazarett behandelt.
Nach Italien zurückgekehrt, verwendete Horst Grund im August 1943 erstmals gekoppelte Kameras: Er benutzte eine „Askania Z“ und eine Arriflex parallel als Doppelkamera, um gleichzeitig Großaufnahmen und Bilder in der Totale zu machen. Im Januar 1944 erneut verwundet, behandelte man Grund in Berlin und versetzte ihn später auf einen als Flak-Batterie eingesetzten Kreuzer nach Wilhelmshaven. Von hier aus verfasste er unter anderem Sonderberichte in Farbe über die V1 und über die Kleinkampfverbände der Kriegsmarine.

### Nach dem Zweiten Weltkrieg
Zum Kriegsende am 8. Mai 1945 hielt sich Horst Grund bei der Deutschen Wochenschau GmbH in Berlin auf, geriet jedoch nicht in Gefangenschaft, sondern konnte bereits am 1. Juni 1945 eine neue Tätigkeit als Kameramann bei Mars-Film in Berlin-Spandau aufnehmen und dort bis 1948 Filme aus dem Berliner Milieu drehen.
1949 drehte Grund einen großen Dokumentarfilm am Nürburgring und erhielt in der Folge 1950 eine Anstellung als Wochenschau-Kameramann bei der Neuen Deutschen Wochenschau GmbH, Hamburg, und zugleich als Leiter der Außenstelle Düsseldorf. Später war er bis 1977 für Blick in die Welt tätig. Sein Einsatzgebiet war weltweit und er filmte Katastrophen, Sport- und Politikereignisse.
Horst Grund blieb unverheiratet; er starb kinderlos am 8. Mai 2001 und wurde am 8. Juni 2001 seebestattet.

## Filmografie
Horst Grund wirkte an folgenden Filmen mit:

### 1932–1937
- 1932 Der große Bluff mit Adele Sandrock
- 1932/1933 Choral von Leuthen
- 1934 Oberwachtmeister Schwenke
- 1934 Krach um Jolanthe
- 1935 Liselotte von der Pfalz
- 1935 Ich war Jack Mortimer
- 1935 Traumulus
- 1935 Der Ammenkönig. Das Tal des Lebens (2. Kameraassistent)
- 1935/1936 Wenn der Hahn kräht
- 1936/1937 Man spricht über Jacqueline
- 1937 Kapriolen
- 1937 Der Mustergatte
- 1937 Die Serenade

### 1941–1945

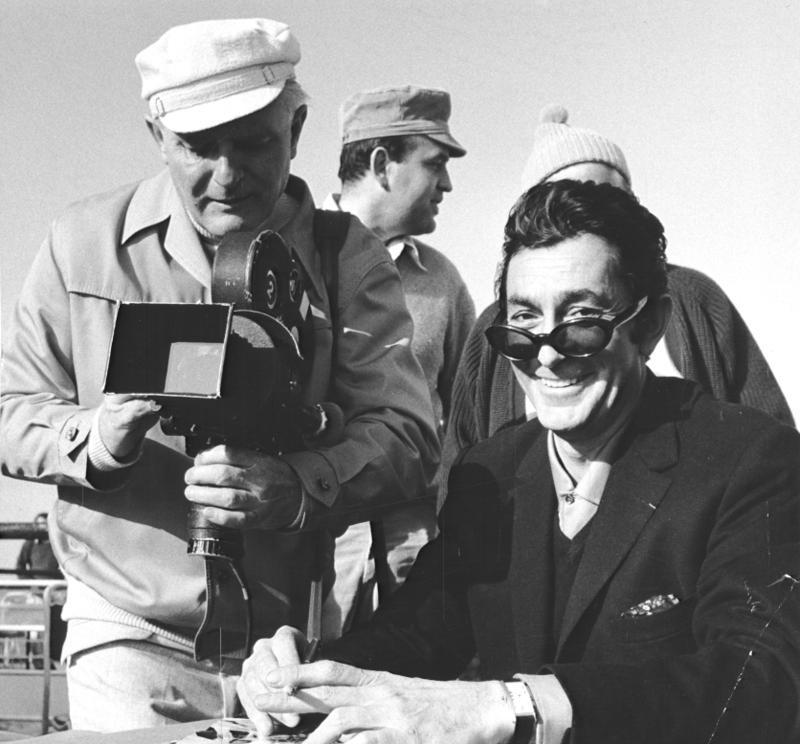
Horst Grund (links) mit Jean-Claude Pascal 1968

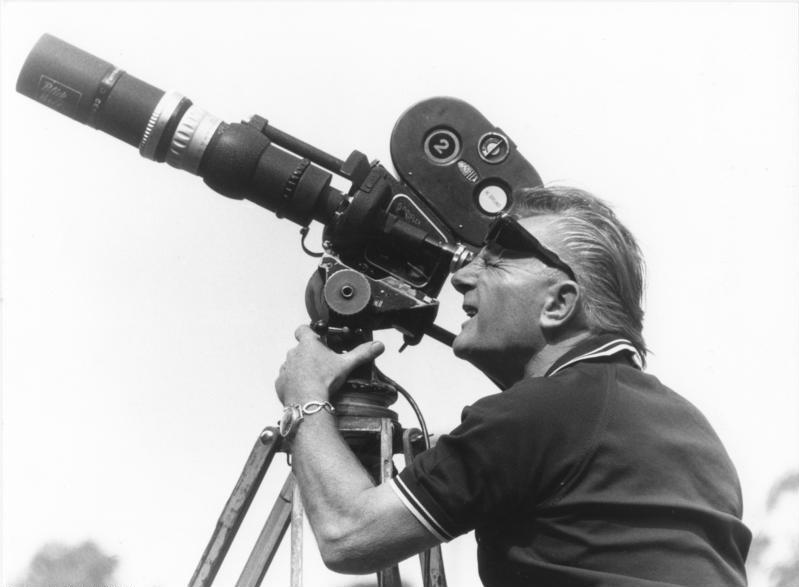
Horst Grund 1977 als Kameramann für Blick in die Welt

Diverse filmische Kriegsberichte über die von ihm begleiteten Operationen, darunter eine Anzahl von Farbfilmen.

### 1945–1977
- 1948/49 Gesucht wird Majora
- 1949 Madonna in Ketten
- 1951 Lernen von schnellen Leuten – Farbfilm mit v.Frankenberg
- 1958 Hinein! (Fußballweltmeisterschaft Schweden)

Beiträge für deutsche Nachkriegswochenschauen 1952 bis 1977 (Auswahl):
- 1957 Teheran – Adenauer Schah Soraja (Farbfilm am Pfauentrohn)
- 1957 1000 stdkm mit dem englischen Düsenjäger – Carte Blanche, NATO-Manöver
- 1957 Türkei – Staatsbesuch Bundespräsident Heuss
- 1958 Brüssel/Belgien – Weltausstellung
- 1959 Leichtathletik-Länderkampf in Moskau
- 1959 Fußballländerkampf in Budapest
- 1960 Marokko – Film für den Sultan und deutsche Kinos
- 1960 Marokko – Erdbeben 20.000 Tote
- 1960 Olympische Spiele Rom
- 1960 Weltmeisterschaft der Springreiter in Venedig
- 1960 Fußballqualifikationsspiel
- 1960 Athen, Griechenland – NATO-Fußball-Europameisterschaft
- 1961 England, Castle Martin – Panzerschießen der Bundeswehr
- 1962 Fußballweltmeisterschaft 1962 in Chile
- 1962 Rom – Konzil
- 1963 Kongo – Usumburi, Burundi, Entebbe mit der Bundeswehr
- 1963 Stockholm/Schweden – Fußballqualifikationsspiel
- 1964 IX. Olympische Winterspiele in Innsbruck
- 1968 Tunesien – Die goldene Leinwand (für Roy Black, J.C. Pascal)
- 1968 Spanien – Die goldene Leinwand (Mallorca, Tunis usw.)
- 1969 Ceylon, Thailand, Singapoore – Deutsche Entwicklungshilfe
- 1969 USA Washington, New York – Kiesinger bei Nixon
- 1970 Tunesien – Brandt bei Bourgiba
- 1970 England London, Oxford – Brandt bei Wilson
- 1970 Texas – Brandt bei deutschen Truppen
- 1970 Cap Kennedy – Startschuss Apollo, Rakete Apollo 13
- 1970 11. bis 13. August 1970 – Filmaufnahmen mit Bundeskanzler Willy Brandt in Moskau anlässlich der Unterzeichnung des Deutsch-Sowjetischen Vertrages
- 1970 Moskau – 14 Tage Chemiemesse
- 1971 Afrikareise mit Außenminister Scheel – Farbfilm Nigeria, Kongo, Elfenbeinküste, Mauretanien
- 1971 Ostasien-Entwicklungshilfe (Thailand, Malaysia, Indonesien) – Deutsche Entwicklungshilfe
- 1972 XX. Olympische Sommerspiele in München 1972
- 1974 Fußballweltmeisterschaft in München

## Auszeichnungen
Horst Grund erhielt eine Anzahl von Kriegsauszeichnungen darunter das Eiserne Kreuz II. Klasse (1940) und I. Klasse (1942).
Seine filmischen Leistungen nach dem Krieg wurden durch mehrere Preise gewürdigt, darunter:
- 1952 – Bronzemedaille bei den XV. Olympischen Spielen in Helsinki für hervorragende filmische Leistungen;
- 1960 – Mehrere Ehrungen für seine dramatischen Aufnahmen von der Erdbebenkatastrophe in Agadir/Marokko „Erdbeben in Agadir“: „Bester Kameramann“, Biennale von Venedig Erster Preis, Biennale von Vichy/Frankreich Zweiter Preis;
- 1965 – „Grand Prix der Stadt Oberhausen“ auf den Filmfestspielen Oberhausen für sein Lebenswerk als Wochenschaukameramann.

## Galerie

Bilder von Horst Grund
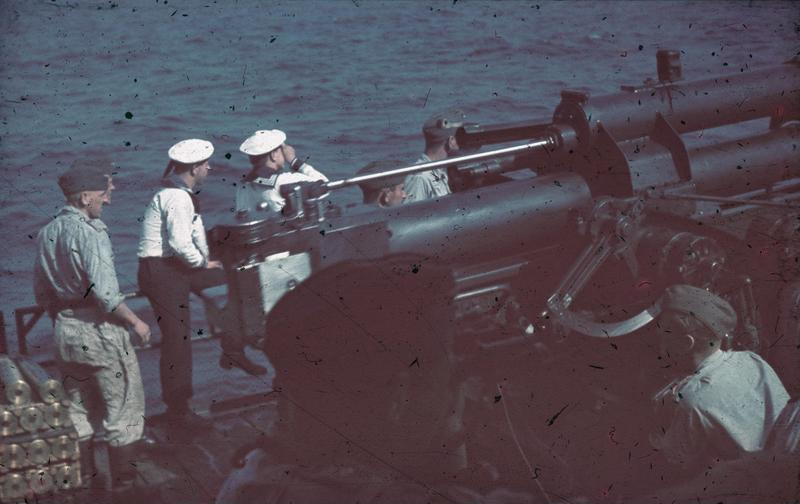
Marinesoldaten an einem Flak-Geschütz 1941
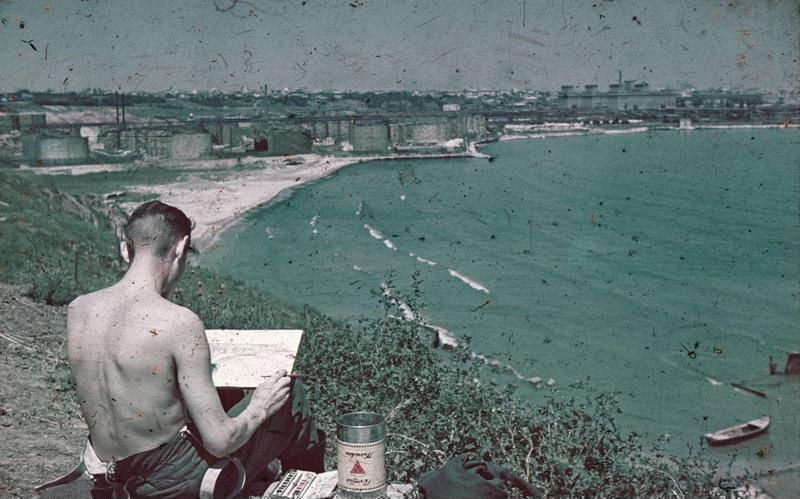
Marinemaler am Hafen von Konstanza 1941
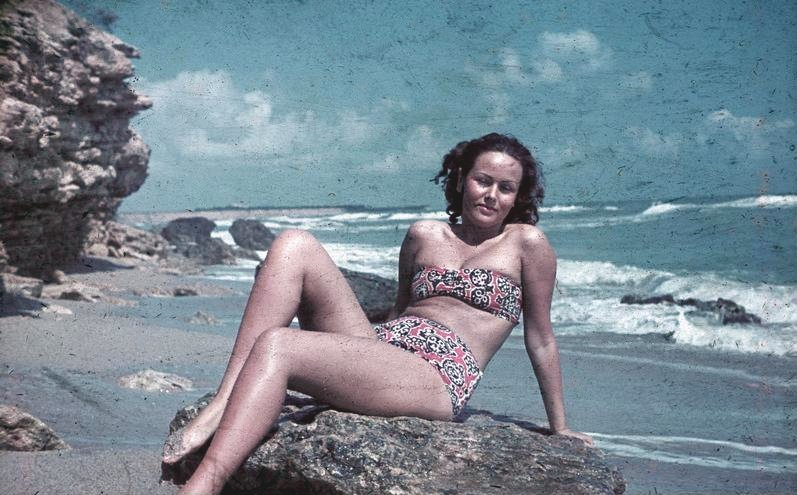
Eine junge Frau am Strand in Rumänien 1941
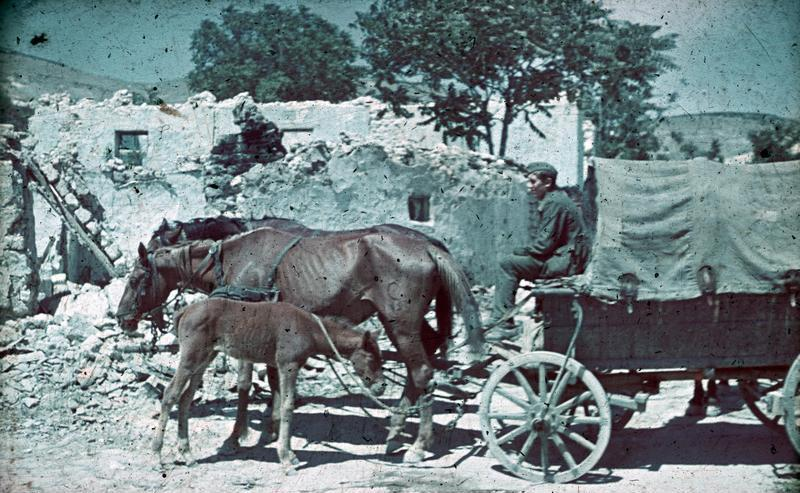
Soldat mit Pferdewagen auf der Krim 1942
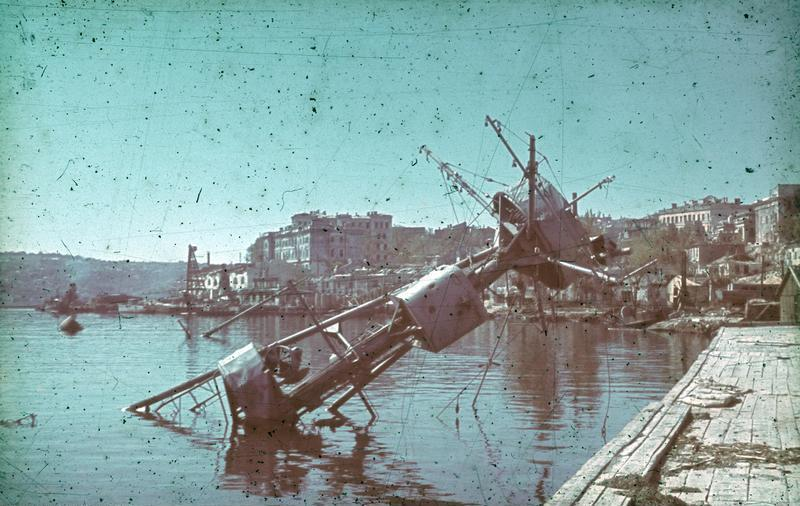
Der zerstörte Hafen von Sewastopol 1942
Die Alexander-Newski-Kathedrale in Sofia 1942

## Dokumente
Karl Stamm: Horst Grund, Marine-Filmberichter 1941–1945, über seine Arbeit, BRD 1988, Video des IWF Wissen und Medien (Filmdokumentation).